# Karel Gott
Karel Gott, född 14 juli 1939 i Pilsen, Böhmen-Mähren (nuvarande Plzeň, Tjeckien), död 1 oktober 2019 i Prag, var en tjeckisk sångare. Han representerade Österrike i Eurovision Song Contest 1968 med melodin Tausend Fenster, som slutade på 13:e plats.

### Fotnoter
1. ↑  filmportal.de, Filmportal-ID: 273c1113b7c34d7b9367d235c8ec5105, läst: 9 oktober 2017.[källa från Wikidata]
2. ↑  Internet Movie Database, läst: 21 juni 2019.[källa från Wikidata]
3. 1 2 3  Tjeckiska nationalbibliotekets databas, NKC-ID: jk01032549, läst: 23 november 2019.[källa från Wikidata]
4. ↑  Schlagerstar Karel Gott ist gestorben (på tyska), 2 oktober 2019, läs online, läst: 2 oktober 2019, ”Karel Gott wurde am 14. Juli 1939 im westböhmischen Pilsen geboren.”.[källa från Wikidata]
5. 1 2  Evidence zájmových osob StB, läs online.[källa från Wikidata]
6. ↑  Hvězda padla vzhůru. Zemřel Karel Gott (på tjeckiska), Česká televize, 2 oktober 2019, läs online, läst: 2 oktober 2019, ”Ve věku 80 let zemřel v úterý krátce před půlnocí zpěvák Karel Gott.”.[källa från Wikidata]
7. 1 2 3 4  Archive of Fine Arts, abART person-ID: 13565, läs online, läst: 1 april 2021.[källa från Wikidata]
8. 1 2 3 4  Plzeňs stadsbiblioteks regionala databas, läs online, läst: 20 april 2024.[källa från Wikidata]
9. ↑  Olomoucs stadsbiblioteks regionala databas, läs online, läst: 26 september 2024.[källa från Wikidata]
10. ↑  Česko-Slovenská filmová databáze, 2001.[källa från Wikidata]
11. ↑  Aktuálně.cz, läs online, läst: 14 juli 2019.[källa från Wikidata]
12. ↑  läs online, www.hrad.cz .[källa från Wikidata]
13. ↑  Čestné občanství města Plzně, Plzeň, läs online och läs onlineläs online.[källa från Wikidata]
14. ↑  Zemřel Karel Gott. Legendě české pop music bylo 80 let (tjeckiska)